# Wolfgang Pauker
Wolfgang Pauker (Ordensname); ursprünglich Eduard Wolfgang Pauker; (* 14. Dezember 1867 in Tracht, Mähren; † 9. Januar 1950 in Klosterneuburg) war ein österreichischer katholischer Geistlicher und Kunsthistoriker.

## Leben
Wolfgang Pauker trat 1886 in das Augustiner-Chorherrenstift Klosterneuburg ein, legte 1890 die Profess ab und wurde 1891 zum Priester geweiht. Ab 1891 studierte er an der Universität Wien Kunstgeschichte und wurde 1896 zum Dr. phil. promoviert. Anschließend unterrichtete er zunächst an mehreren Mittelschulen Religion. 1912 wurde er Kustos der Sammlungen von Stift Klosterneuburg. Von 1918 bis 1924 unterrichtete er als Dozent für Liturgik und Kunstgeschichte an der Kunstgewerbeschule in Wien, 1931 wurde er Ehrenkanonikus des Kollegiatkapitels in Nikolsburg.

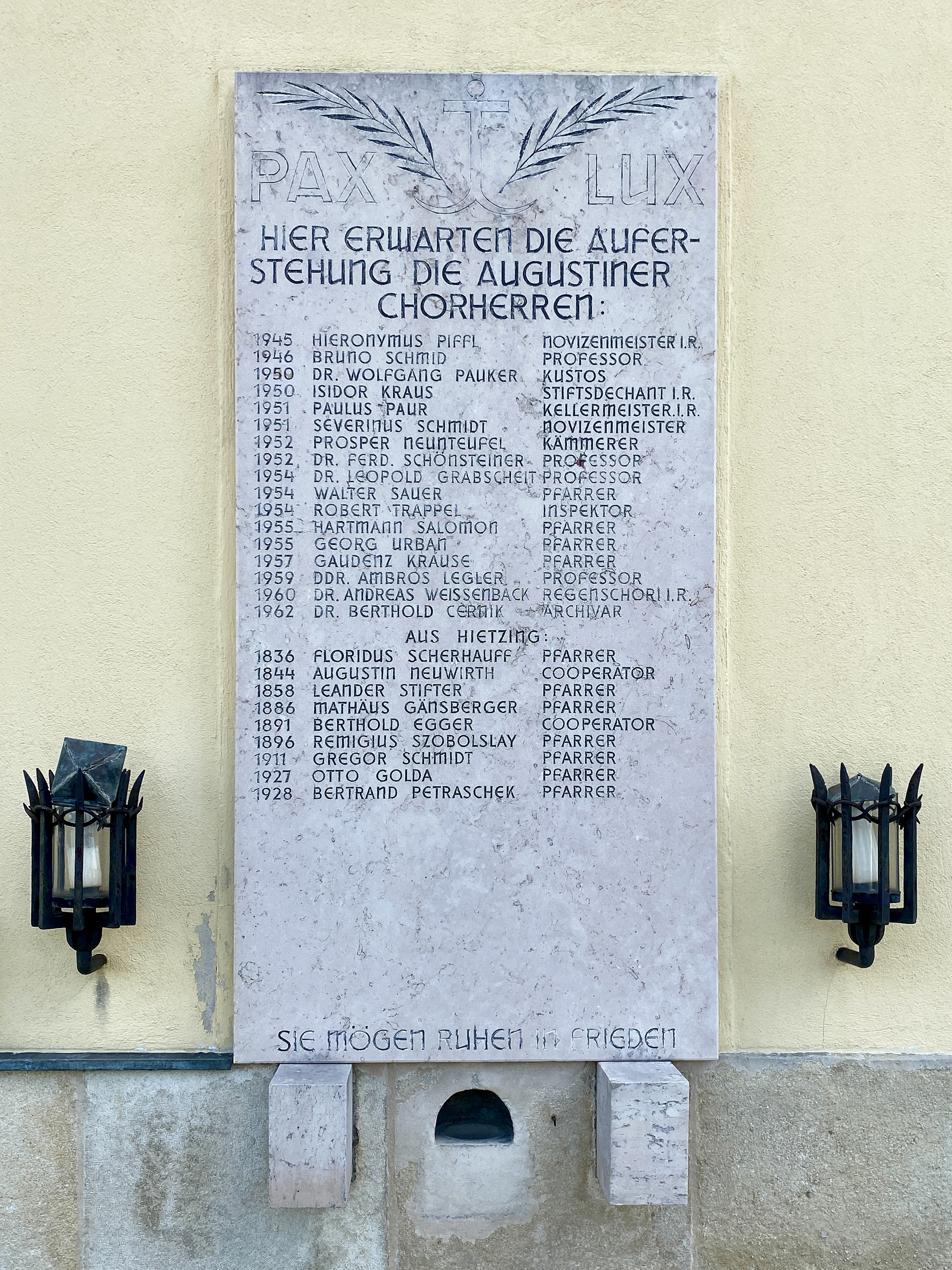
Name von Wolfgang Pauker an der Chorherren-Gruft

Pauker wurde in der Chorherren-Gruft auf dem Oberen Stadtfriedhof in Klosterneuburg bestattet.

## Veröffentlichungen (Auswahl)
- Beschreibung und Erklärung der im Museum des Stiftes Klosterneuburg befindlichen 16 Bilder, welche die Huldigung der Engel und Heiligen vor Maria, der Königin des Himmels, zum Gegenstande der Darstellung haben. Dissertation, Wien 1896.
  - Druckfassung: Der marianische Bilderzyklus des Stiftes Klosterneuburg. In: Berichte und Mitteilungen des Altertumsverereins zu Wien. Band 35, 1899, S. 1–32.
- Regesten zur Geschichte der Pfarre Hietzing. Doll, Wien 1898.
- Lehrbuch der Offenbarungsgeschichte des Alten Bundes für Mittelschulen. Kaiserlich-königlicher Schulbücherverlag, Wien 1905.
- Beiträge zur Baugeschichte des Stiftes Klosterneuburg. 2 Bände. Braumüller, Wien 1907–1908.
- Beiträge zur Geschichte des Stiftes Klosterneuburg. Donato Felice d’Allio und seine Tätigkeit im Stifte Klosterneuburg. Wien/Leipzig 1907.
- Die Kirche und das Kollegiatstift der ehemaligen regulierten Chorherrn zu Dürnstein. In: Jahrbuch des Stiftes Klosterneuburg 3, 1910, S. 181–344.
- Die Roesnerkinder. Ein Stück Kunst- und Kulturgeschichte aus der Alt-Wiener Zeit. An der Hand von Briefen, Tagebuchnotizen und sonstigen Aufzeichnungen zusammengestellt, erläutert und herausgegeben. Tempsky, Wien 1915.
- Das Augustiner-Chorherrenstift Klosterneuburg in Niederösterreich (= Österreichische Kunstbücher. Band 11–13). Verlag Ed. Hölzel, Wien 1921–22, 3 Bände:
  - 1. Die mittelalterliche Klosteranlage (landesbibliothek.at).
  - 2. Die Stiftskirche (landesbibliothek.at).
  - 3. Der Residenzbau Kaiser Karls VI.
- Führer durch die Sehenswürdigkeiten des Stiftes Klosterneuburg. Volksliturgisches Apostolat, Klosterneuburg 1933.
- Der österreichische Erzherzogshut im Stifte Klosterneuburg. In: Jahrbuch der Kunsthistorischen Sammlungen in Wien. N.F. Band 7, 1933, S. 229–248.
- Geschichte der Privat-Kranken-Anstalt „Confraternität“. Selbstverlag der Konfraternität, Wien 1935.
- Katalog der stiftlichen Kunstsammlungen Band 1: Die Gemäldesammlung des stiftlichen Museums. Augustinus-Druckerei [Volksliturgisches Apostolat], Klosterneuburg 1938.